# Megawatt Charging System

Voraussichtliche Anschlussgeometrie, bestehend aus 2 Gleichstromkontakten (DC), Schutzleiter (PE), 2 Kommunikationsleitungen (Comm.) und CCS-kompatiblen Pilotpins (CP, PP). Abgebildet ist die Draufsicht der Stiftseite der Steckverbindung.

Das Megawatt Charging System (kurz MCS, englisch für ‚Megawatt-Ladesystem‘) ist ein Schnellladesystem für Elektrolastkraftwagen und elektrische Schwerlastfahrzeuge. Der Standard befindet sich seit 2018 in der Entwicklung, im Juni 2022 wurde der aktuelle Entwicklungsstand öffentlich vorgestellt.
Das Ladesystem basiert technisch auf dem Combined Charging System, wird jedoch mit einer neuen MCS Steckerspezifikation eine Ladeleistung bis zu 3,75 MW erlauben. Der Betrieb erfolgt mit Niederspannung von bis zu 1250 V (s. Hochvolt) bei einem maximalen Ladestrom von 3000 A.
Die Entwicklung wird in Deutschland anhand zweier Pilotprojekte vorangetrieben. Im Projekt HoLa werden Ladeparks entlang der Autobahn A2 aufgebaut. Der Ersteinsatz erfolgt im Projekt NEFTON. In den USA wird im Electric Island Projekt des Energieministeriums die Technik weiterentwickelt und eine Teststrecke von Tesla genutzt.

## Technik
Die Geometrie des Steckers wurde auf der EVS35 in Oslo am 11. Juni 2022 durch die Charging Interface Initiative vorgeschlagen. Dabei wurde entgegen früherer Entwürfe eine dreieckige Steckergeometrie vorgestellt. Dabei wird die Leistung über zwei Gleichstromkontakte an der Oberseite des Steckers übertragen. Die Kommunikation erfolgt über die Kommunikationsleitungen in der Steckermitte. Die Pilottöne (CE, ID) sowie der Schutzleiter (PE) befinden sich im unteren Teil des Steckers.
Zur digitalen Ladekommunikation wird 10BASE-T1S-Ethernet gemäß IEEE 802.3-2022 bzw. ISO 15118-10 als Physikalische Schicht verwendet. Vorherige Pläne, eine differentielle Variante von HomePlug Green PHY zu verwenden, wurden verworfen. Als Protokoll kommt bei den Prototypen aktuell ISO 15118-2 zum Einsatz. Die finale Version soll ISO 15118-20 verwenden.
Bei der maximalen Stromstärke von 3000 A werden dabei Stecker und Anschluss gekühlt. Bei ausschließlicher Kühlung des Steckers wird auf 1000 A begrenzt. Ohne Kühlung von Stecker oder Kabel ist der Ladestrom auf 350 A begrenzt. Adapter für CCS-Fahrzeuge sind aufgrund der unterschiedlichen Umsetzung der Ladekommunikation sowie eines abweichenden elektrischen Sicherheitskonzeptes nicht vorgesehen.
Mit einer verbreiteten fahrzeugseitigen 800-V-Technik (Batteriemanagementsystem) werden die ersten öffentlichen MCS-Ladepunkte bis 2027 mit 700 kW ausgelegt (Stand 2022), was die Kühlung vereinfacht. An der Leistung bis 3 Megawatt mit über 2000 A wird noch geforscht und gegebenenfalls auf Stromschienen und umströmte Kabel gewechselt.
Für einen späteren Einsatz von Robotern wird festgelegt, dass die fahrzeugseitige Anschlussbuchse auf der linken Seite sein muss, zwischen 2 und 4,8 m von der vorderen Stoßstange gelegen. Der MCS-Stecker ist mit 101 mm Höhe und 116 mm Breite größer als der CCS Combo-2 Stecker (102 mm * 74 mm). Die Spezifikation der Anschlüsse erfolgt in IEC/TS 63379. Ein erster Entwurf der Norm (Draft 1.0) wurde im Oktober 2023 vorgelegt. Eine Verabschiedung wird im März 2024[veraltet] angestrebt.

## Geschichte
Audi, BMW, Daimler, Mennekes, Opel, Phoenix Contact, Porsche, TÜV Süd und Volkswagen gründeten im Mai 2015 in Berlin die Charging Interface Initiative e. V. (CharIN e. V.), eine Initiative, die sich zum Ziel gesetzt hat, das CCS-Ladesystem zu fördern und zu verbreiten. Bis 2017 stießen unter anderem auch die OEM MAN, Tesla Motors und Volvo hinzu. 2016 wurde ein stärkeres, abwärtskompatibles CCS-Schnellladesystem mit bis zu 350 kW Ladeleistung vorgestellt. Diese wurden nachfolgend in einem HPC-Ladesäulen-Korridor installiert.
Für die Nutzung durch große Lastkraftwagen sind auch 350-kW-Ladesäulen zu knapp dimensioniert. Im Rahmen des CharIN-Konsortiums wurde daher im März 2018 eine Arbeitsgruppe gebildet. Die Arbeitsgruppe HPCCV (englisch High Power Charging for Commercial Vehicles) befragte die Mitglieder nach Vorschlägen, die von fünf Firmen dann eingereicht wurden: Tesla, Electrify America, ABB, paXos und Stäubli. Im März 2019 legte man dann einen Anforderungskatalog fest, wonach für erwartete Kapazitäten von 200–600 kWh in Lastkraftwagen mindestens 1 MW je Ladesäule bei dauerhaft 1000 A notwendig sind. Die zukünftige Steckerspezifikation soll bis zu 3000 A bei 1500 V unterstützen.

Verworfenes Design der Entwicklerversionen 2.x

Im September 2020 wurden im Testzentrum der NREL (National Renewable Energy Laboratory) verschiedene Steckertypen getestet, neben der Temperaturbeständigkeit auch Handhabung und Kompatibilität. Der Schattenriss bei Tesla vom Dezember 2020 wies noch eine viereckige Grundform auf, entsprechend vorherigen Angaben über Hohlstecker mit Anschlussgabeln für den Gleichstrom und CCS-kompatiblen Pilotpins. Nachdem die Spezifikation weiter fortgeschritten war, wurden im August 2021 noch vier Steckerformen beim NREL getestet, wobei in der erweiterten Testserie bis zu 3,75 MW geprüft wurden. Die Geschichte der MCS Versionen 2022 zeigte, dass die ursprüngliche Version 1.0 von 2019 ein dreieckiges Design hatte, das sich aber nicht als berührungssicher herausstellte. Die Versionen 2.0 bis 2.4 wurden 2020 mit einem rechteckigen Stecker und flachen Anschlüssen getestet, jedoch wegen Patentproblemen zurückgestellt. Für die Versionen bis 3.2 im Jahr 2021 wechselte man zurück zu einem dreieckigen Stecker mit runden Anschlüssen und verlängertem Gehäuse. Diese Änderung des Interfaces ermöglichte auch das Hinzufügen separater eng beieinander liegender Pins für die digitale Ladekommunikation, was die Störfestigkeit positiv beeinflusst.
Im Rahmen des Projekts IDEAL (Innovative DC-Technologie zur nachhaltigen Integration moderner Ladeinfrastruktur für die Elektromobilität) entwickelte man den runden Paxos-Stecker (der Paxos GmbH) weiter und testete diesen an der RWTH Aachen im Februar 2022. Der CharIN-Boardmember Michael Keller hatte jedoch zum gleichen Zeitpunkt einen dreieckiges Stecker-Design in den Schaubildern vorgestellt. Bei der IAA Transportation in Hannover im September 2022 wurde das Paxos-Design mit bis zu 12 Megawatt zwar als überlegen anerkannt, aber ihm fehlte auch dann noch die Definition eines Kommunikationsprotokolls. Daher wurde es für die Standardisierung von MCS aus zeitlichen Gründen verworfen. Für die Verwendung im Lkw-Bereich mit den begrenzten Lenkzeiten sind so hohe Megawattzahlen auch nicht notwendig.
Die ABB-Ladestation für den MAN-Prototypen im Mai 2022 wurde nicht im Einsatz gezeigt. Im Juni 2022 wurde der vollständige Ladevorgang gezeigt und die vorläufige dreieckige Steckerform präsentiert. Dabei wurde mit 800 V und 1250 A die Megawatt-Ladeleistung einsatzfähig demonstriert.
Seit 2018 parallel laufende Standardisierungen der SAE für einen Stecker für Luftfahrzeuge (SAE AS6968 und AIR7357) wurden 2022 mit Verweis auf die MCS-Standardisierung eingestellt (dort unter SAE J3271).
Der finale Standard soll 2025[veraltet] verabschiedet werden. (Die SAE J3271 wurde im März 2025 herausgegeben.) Als offener Punkt galt lange die Störfestigkeit der PLC-Verbindung zur Kommunikation, weshalb alternative differenzielle störfestere physikalische Schichten (CAN, Ethernet 10BASE-T1S, Differential Home Plug Green PHY) untersucht wurden. In der IEC 61851-23-3 Standardisierung hat sich im Sommer 2023 letztendlich Ethernet 10BASE-T1S aufgrund seiner nativen TCP/IP-Fähigkeit und der guten Eigenschaften bzgl. Störfestigkeit durchgesetzt.
Als Applikationsprotokoll wurde ISO 15118-20 verbindlich vorgeschrieben, um die Cybersicherheit gegenüber der ISO 15118-2 oder DIN SPEC 70121 zu erhöhen (u. a. durch gegenseitige Authentifizierung und TLS 1.3) sowie erweiterte Dienste wie bidirektionales Laden (V2G), Dynamic Control Mode anbieten zu können.
ABB wird 2025 eine Ladestation mit 1200 kW liefern, die für die ersten Pilotprojekte eingeplant sind. Im Februar 2025 stellte Alpitronic die HYC1000 vor, die ab Juli lieferbar sind, und bis zu 1000 kW liefern. Hier werden Wandler und Ladepunkte getrennt errichtet. In den technischen Spezifikation des HYC1000 vertragen die MCS-Stecker mit ölgekühlten Kabeln bis zu 1500 A (auf 1000 kW vom Wandler beschränkt), am CCS-Stecker sind es maximal 600 A. Kempower unterstützt MCS seit April 2024 durch Zusammenschaltung von zwei 600-kW-Stormversorgungseinheiten zu einer Gesamtleistung von 1200 kW. Der flüssigkeitsgekühlte MCS-Ladestecker soll bis zu 1500 A vertragen.

### Weitere Entwicklung
Paxos hat angekündigt, ihr Steckersystem weiterzuentwickeln. Dieses besteht aus einem mit zwei Handgriffen ausgestatteten Rundstecker mit ringförmigen Kontakten, ähnlich wie bei simplen kleinen Klinkensteckern, gegen die in der Buchse die Gegenkonkakte schraubstockartig angelegt werden, mit aktiv motorisiertem System, nicht nur händisch. Im Labor konnte man bereits Ende 2021 zeigen, dass ihr Ladesystem über 50 Minuten mit 1500 V bei 3350 A lief. Vorgesehen sind mit dem Stecksystem bis zu 8000 A. Paxos gab 2023 an, dass von Herstellern von Großfahrzeugen (für Muldenkipper in Minen, schwere Kräne, schwere Bagger bis zu Schaufelradbagger, schwere Dampfer, Schnellfähren, Flugzeuge) auch Anfragen zwischen 6 und 40 Megawatt vorliegen.
Atlis konnte mit ihrem proprietären Stecker von Nxu an einem Demonstrator bei 960 V mit 1120 A im März 2023 laden. Nxu hat zu Juli 2023 das CharIN-Konsortium verlassen und will ihren kleineren und leichteren Stecker in Konkurrenz zum MCS unter dem Markennamen NxuOne positionieren. MAN will ihr Ladesystem mit MCS-Stecker bis 2024 fertig entwickeln, wenn ihr erstes E-LKW-Modell auf die Straßen kommt. Diese LKW arbeiten dann mit 1250 V. Bei der Eröffnung der ersten Megacharger-Stationen für den Tesla Semi in Kalifornien im Juli 2023 zeigte sich, dass diese nicht auf den MCS-Stecker umgerüstet wurden, sondern weiterhin das Tesla-Design einsetzen. Ein neuer Megacharger in Utah im August 2024 wurde ebenfalls mit dem Tesla-Design alias MCS Version 2 ausgerüstet. Bei der Vorstellung der neuen Cabinet für die Supercharger V4 im November 2024 wurde angegeben, dass diese die 1200 A auch pro Ladepunkt abgeben werden können, womit sie sich für den Tesla Semi eignen. Sie werden ab Frühjahr 2025 installiert.
In einer Spezialanwendung wurde von WAE, einer Tochterfirma des australischen Bergbaukonzerns Fortescue Metals Group, ein Schnelllader mit 3 Megawatt errichtet. Ziel ist es, die elektrifizierten 240-t-Muldenkipper mit 1400-kWh-Traktionsbatterie binnen 30 Minuten laden zu können.
Im November 2024 hat CharIn ein Whitepaper für den Einsatz von MCS im Bergbau vorgestellt, genannt Ruggedized Megawatt Charging System (R-MCS). Hierbei wird unter anderem die maximale Spannung auf 1500 V und maximal 4000 A erhöht. Dies erfolgt mit dem gleichen Stecker aber anderem Isolationswächter (IMD), der nicht an öffentlichen Ladesäulen verwendet werden soll. Ebenfalls im November wurden Pilotversuche durch Crowly für den Einsatz in der Schifffahrt gemeldet.
Das Fraunhofer ISE hat im Januar 2025 Gleichspannungswandler zum Mittelspannungsnetz für Ladeparks gezeigt, der bis zu 1500 V liefert.
BYD hat im März 2025 den „Megawatt Flash Charger“ vorgestellt, der über zwei Ladeports am Fahrzeug mit bis zu 1000 V gleichzeitig laden kann. Praktisch gezeigt wurden damit 2 mal 500 A, also ein Megawatt, wobei die Ladestation bis zu 1360 kW bereitstellen kann. Die zugehörige LFP-Batterie am Demonstrator konnte diese Ladeleistung nur kurzzeitig aufnehmen (von 9 bis 21 %), erreicht jedoch über einen breiten Bereich über 600 kW (bis 43 %).
Mit Stand März 2025 sind erste Ladestationen mit 1 MW Ladeleistung bei 1000 Volt und 1000 Ampere in Deutschland und Europa verfügbar.
Im Mai 2025 hat Phoenix Contact eine Variante eines flüssig-gekühlten CCS-Steckers vorgestellt (auf Wasser-Glykol-Basis), der im Boost-Modus 1000 kW erlaubt (für fünf Minuten bei 40 °C), im Dauerbetrieb sind 800 A bis 1000 V spezifiziert.

## Einsatz

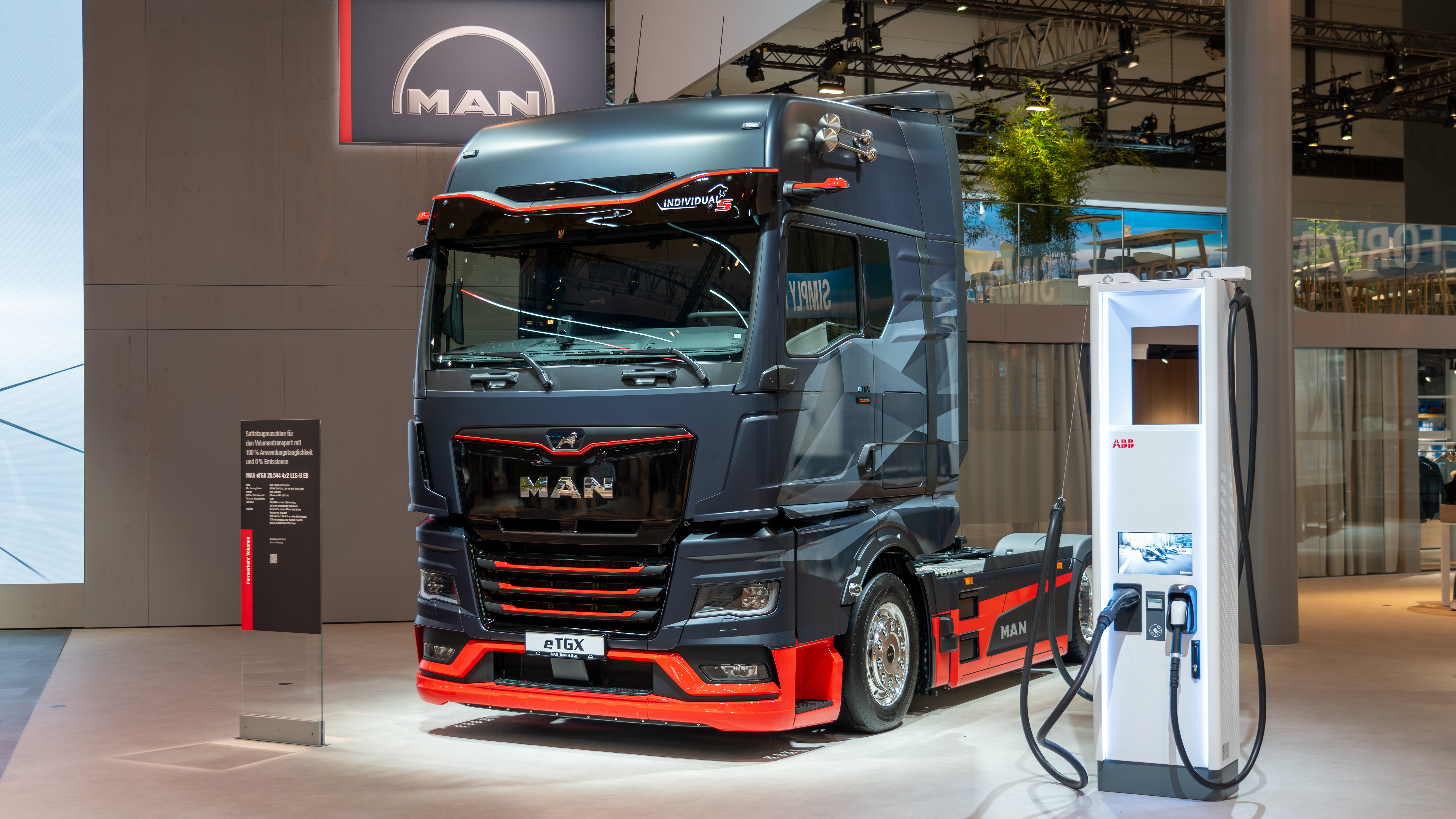
Prototyp einer MCS-Ladesäule von ABB

Tesla betreibt seit 2018 eine Teststrecke für den Tesla Semi von Nevada nach Modesto/Kalifornien. Die beiden Ladeparks wurden 2020 mit MCS ausgerüstet. Auch in der Vorserien-Testinfrastruktur rund um den Erstkunden Pepsi/Frito-Lay (beginnend Ende 2022/Anfang 2023) setzt Tesla auf MCS in der Entwicklerversion 2.x.

Das Argonne National Laboratory, ein Forschungsinstitut des Energieministerium der Vereinigten Staaten, hat im Testzentrum in Portland einen Ladepark mit MCS aufgebaut. Die „Electric Island Charging Plaza“ ist seit Juni 2021 zugänglich. Genutzt werden dort CCS-Combo-1-Stecker, wie in der Videodokumentation zu sehen ist.

Im Oktober 2021 wurde bekannt, dass unter Beteiligung der Hersteller Daimler Truck, MAN, Scania und Volvo ein Korridor mit vier Hochleistungs-Ladeparks (HoLa) entlang der Bundesautobahn 2 zwischen Berlin und Duisburg errichtet werden soll. Die Investitionen für das Megawattladen an der A2 sollen 27 Millionen Euro betragen, wovon zwölf Millionen als Fördersumme vom Bundesministerium für Digitales und Verkehr beigesteuert werden. Ab Juni 2022 werden entlang der Autobahn A2 Ladeparks mit bis zu 750 kW Ladeleistung aufgebaut, die ab Mitte 2024 zur Verfügung stehen sollen.[veraltet] Bis 2024 sollen zwei Teststationen und zwei Ladeparks entstehen, die zwischenzeitlich mit je zwei CCS-Combo-2-Ladepunkten ausgestattet werden, die in dem Jahr dann auf je zwei MCS Ladepunkte umgerüstet werden.

Der Ersteinsatz des MCS-Systems erfolgt ab 2023 mit einer Ladeleistung von 1 MW im Rahmen des Forschungsprojektes NEFTON unter Beteiligung von AVL, Forschungsstelle für Energiewirtschaft, Fraunhofer ISE, MAN, Prettl Electronics Automotive, TH Deggendorf und TU München.

Im Februar 2022 veröffentlichte der Verband der Automobilindustrie (VDA) eine Stellungnahme „Masterplan Ladeinfrastruktur 2.0“, bei der in Anlehnung an das „Deutschlandnetz“ mit mindestens 200 kW je Ladepunkt, ein „Deutschlandnetz für Lkw“ mit mindestens 700 kW je Ladepunkt gefordert wird. Das Megawatt-Ladesystem MCS soll dabei eine Technologievoraussetzung sein. Gegen das existierende Vorbild Deutschlandnetz haben jedoch die kommerziellen Ladesäulenbetreiber im August 2022 Beschwerde bei der Generaldirektion Wettbewerb (DG Competition) der EU-Kommission eingereicht. Derweil hat sich im September 2022 das Konsortium „CV Charging Europe“ (CV = Commercial Vehicle) in Amsterdam gegründet, an dem Daimler Truck, Volvo Group (Nutzfahrzeuge mit Volvo Trucks und Renault Trucks) sowie Traton (VW-Gruppe mit u. a. MAN Truck & Bus und Scania) beteiligt sind. Es werden 500 Millionen Euro für den Bau eines Ladenetzes für Lkw bereitgelegt, Ziel ist die Planung von 1700 Ladepunkten. Im Dezember 2022 wurde die Marke Milence als Bezeichnung für das zu errichtende Ladenetz eingetragen.

Im September 2022 hat die Nationale Leitstelle Ladeinfrastruktur des Bundesministeriums für Digitales und Verkehr die Planungen für die Ladepark-Prototypen mit MCS herausgegeben. Bis 2027 werden die MCS-HPC-Ladepunkte mit 700 kW errichtet. Ladepark I an der A2 (siehe HoLa) an der Raststätte Rhynern Nord mit fünf MCS-HPC-Ladepunkten bis 2027 und 24 MCS-HPC-Ladepunkten bis 2035. Ladepark II an der Raststätte Rohnetal an der A38 nahe Sangerhausen mit vier MCS-HPC-Ladepunkten bis 2027 und 14 MCS-HPC-Ladepunkten bis 2035. Ladepark III an Rastplatz Bergler Feld Ost an der A31 nahe Nordhorn mit zwei MCS-HPC-Ladepunkten bis 2027 und 10 MCS-HPC-Ladepunkten bis 2035. Neben den HPC-Ladepunkten werden zusätzlich Übernacht-Ladepunkte mit 100 kW mit MCS-Anschluss errichtet. Diese Planungen wurden von Traton als zu langsam kritisiert.
Im Rahmen von Horizont Europa „Klima, Energie und Mobilität“ sollen Ladeparks entlang der TEN-T Transportkorridore durch die EU gefördert werden. Im ersten Projekt bis April 2024 entsteht in Prototyp eines Ladeparks mit mindestens vier Ladepunkten mit 1 MW („Integrated flexible multipoint megawatt charging systems for electric truck mass deployment“) Dieses entsteht in Partnerschaft mit 2ZERO („Towards zero emission road transport“) mit einer Fördersumme von 17 Millionen Euro. Die weiteren Anforderungen werden in Deutschland durch das Deutschlandnetz für Lkw abgedeckt, das 350 Standorte bis 2030 umfassen soll. Die Ausschreibung dafür beginnt im Sommer 2024.
WattEV ist ein 2020 gegründeter Verleiher für Elektro-LKW, die auch ein Netz an öffentlichen Ladestationen an der Westküste der USA unterhalten. Sie erhielten im August 2023 Fördergelder zur Einrichtung von 18 Ladepunkten mit MCS nahe Sacramento und 6 Ladepunkten mit MCS nahe Portland. Sie sollen in der zweiten Jahreshälfte 2025 mit 1200 kW betriebsbereit sein.
2024 begann der Pilotbetrieb. Im März wurden ein MAN eTruck mit 1000 A für 700 kW an einer ABB Ladestation geladen. Im April wurde ein Mercedes-Benz eActros 600 mit 1250 A für 1000 kW an einer ABB Ladestation geladen. Im April wurden zwei eActros an den Test-Kunden Contargo übergeben. Contargo will ein eigenes Netz mit Lkw-Schnelladern aufbauen, konkret an den Standorten Duisburg, Voerde-Emmelsum, Emmerich, Frankfurt-Ost, Industriepark Frankfurt-Höchst, Gustavsburg, Hamburg, Karlsruhe, Koblenz, Ludwigshafen, Mannheim, Neuss, Weil am Rhein und Wörth. Im Juni eröffnete Milence einen Ladepark im Hafen Antwerpen-Brügge, noch ohne MCS-Ladestecker. Im Juni eröffnete Shell einen öffentlichen Ladeplatz mit CCS und MCS auf dem ETCA Campus in Amsterdam. Im Juli kündigten E.On und MAN an, an den MAN Servicestützpunkten öffentlich verfügbare Schnelllader für Lkw bis Ende 2025 zu errichten, der erste wird noch 2024 in Betrieb gehen. 125 der 170 Standorte liegen in Deutschland, die anderen in Österreich, Großbritannien, Dänemark, Italien, Polen, Tschechien und Ungarn. Auch hier startet man mit 400 kW CCS und sieht eine spätere Umrüstung auf MCS vor. Im Juli wurden ein MAN eTruck mit 1500 A und 1000 kW an einer ABB Ladestation geladen. Im Dezember 2024 ging der erste Ladepark in Deutschland am Hermsdorfer Kreuz in Betrieb. Im Februar 2025 bewilligte die Europäische Union eine Förderung von 111 Millionen für Milence für zwei Projekte – 64 Lkw-Ladeparks mit 256 MCS-Ladepunkten in Österreich, Belgien, Deutschland, Dänemark, Frankreich, Italien, den Niederlanden, Schweden und Spanien, sowie 7 Ladeparks in Polen mit 28 MCS-Ladepunkten. Dies soll bis 2027 realisiert werden.
Auch in Elektroflugzeugen soll das MCS zum Einsatz kommen.
Seit April 2025 werden die redundanten Fahrakkus der Elektrofähre zwischen Norddeich und Norderney mittels zweier MCS-Stecker geladen.
Eine Studie von Traton legt nahe, dass das Laden im Depot die primäre Energiequelle von Elektro-Lkw sein wird. Hierzu hat Scania im Juni 2024 das Unternehmen Erinion gegründet, das private und halböffentliche Ladelösungen aufbaut. Bis 2030 sollen bei Kunden 40.000 Ladepunkte installiert werden. Produktionsstart für MCS-ausgerüstete Lkw von Scania ist Anfang 2026. Sowohl die ab Juni 2025 produzierten MAN als auch die Scania sind dabei anfänglich auf 750 kW (und maximal 1000 A) begrenzt. Über die gemeinsame Tochter Milence ist ein MCS-Korridor von Antwerpen bis Stockholm (etwa 1500 km) über zwei TEN-T-Routen geplant. Im Juni 2025 wurde dafür der dritte Milence-Standort in Landvetter bei Göteborg (Schweden) eröffnet.